# Vencislav Bonev
Vencislav Bonev (in bulgaro Венцислав Бонев?, traslitterazione anglosassone Ventsislav Bonev; Sofia, 8 maggio 1989) è un ex calciatore bulgaro, di ruolo difensore.

## Carriera

### Club
Dopo aver giocato con Lokomotiv Sofia, Minjor, Marek e Nafteks, nel gennaio 2009 si trasferisce al Černomorec.